# Kabupaten de Pacitan
Le kabupaten de Pacitan, en indonésien Kabupaten Pacitan, est un kabupaten d'Indonésie situé dans la province de Java oriental.

## Histoire
On a découvert dans la région de Pacitan des outils de pierre et des traces d'occupation humaine remontant à au moins 10 000 ans av. J.-C.

## Culture et tourisme
Parmi les attractions de la région de Pacitan, on peut citer :

### Les plages
- Teleng Ria
- Srau
- Klayar
- Sidomulyo
- Watu Karung

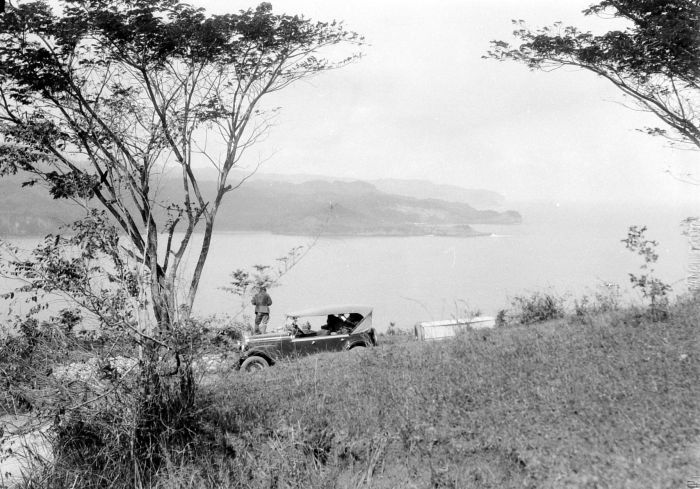
La baie de Pacitan en 1929
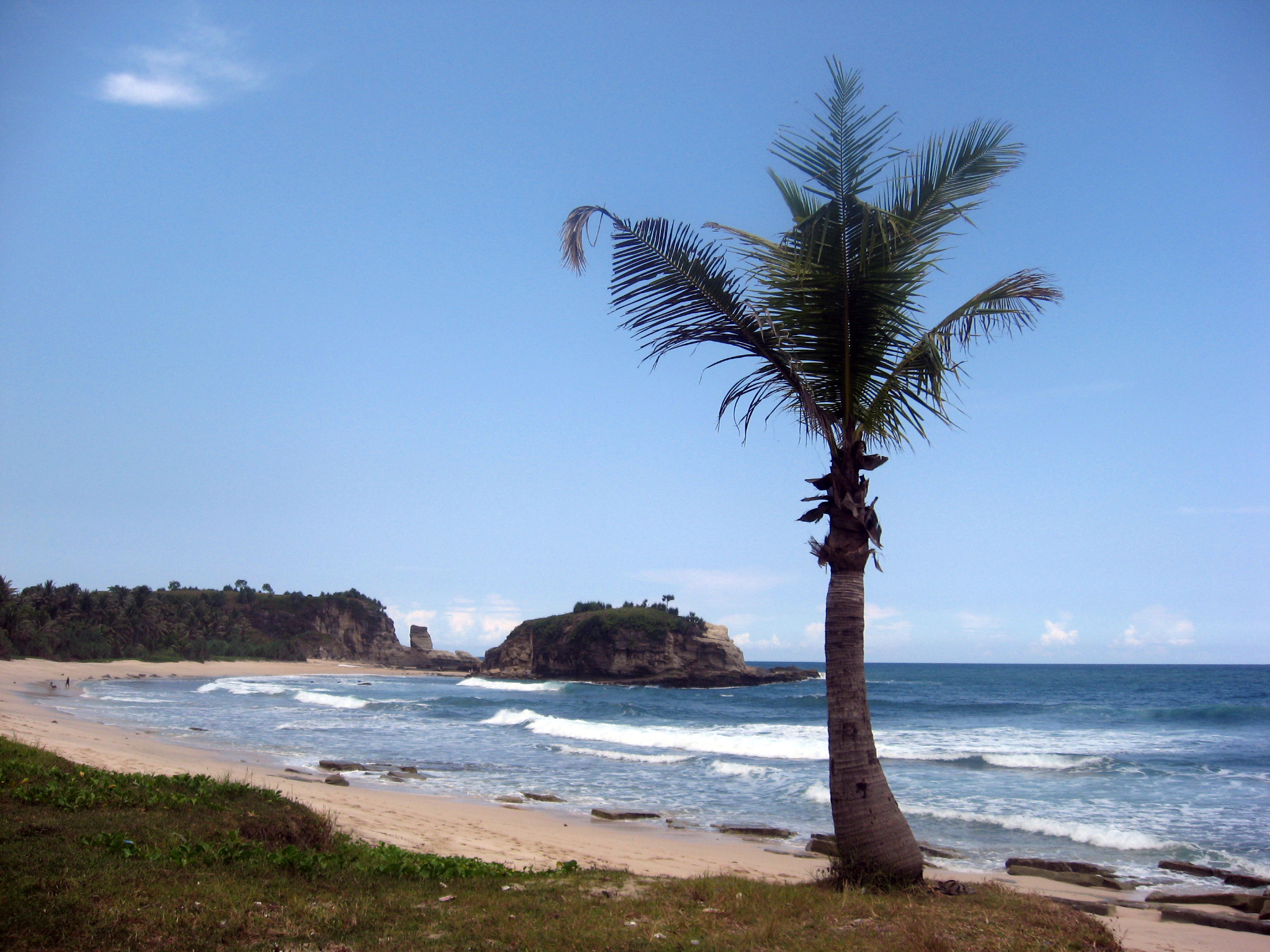
La plage de Klayar
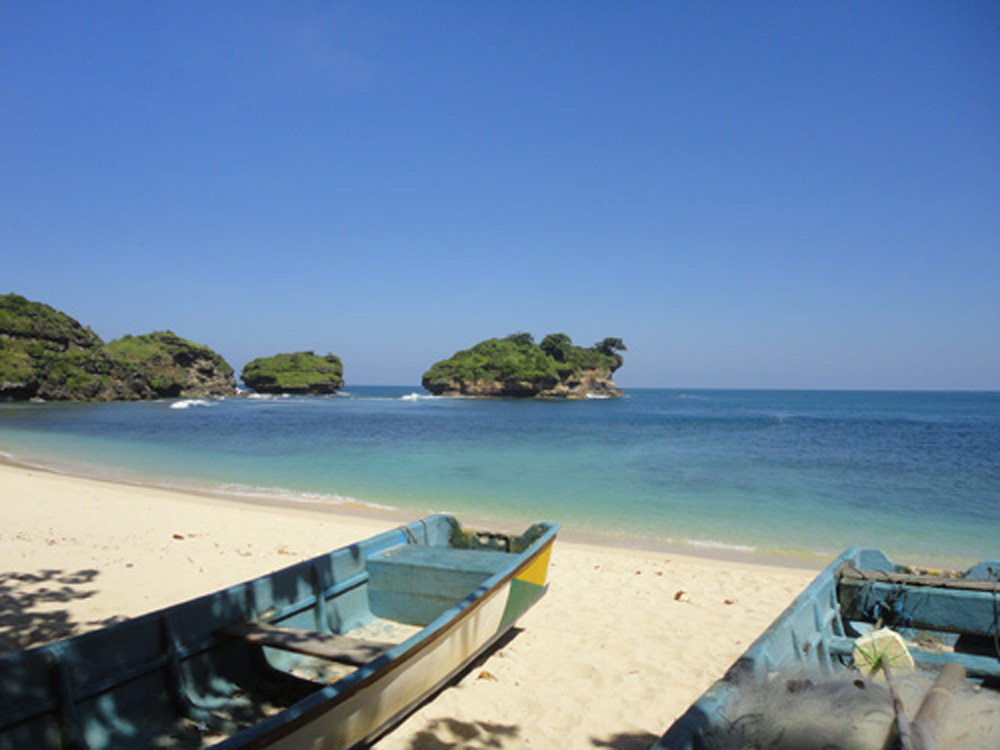
La plage de Watukarung

### Les grottes

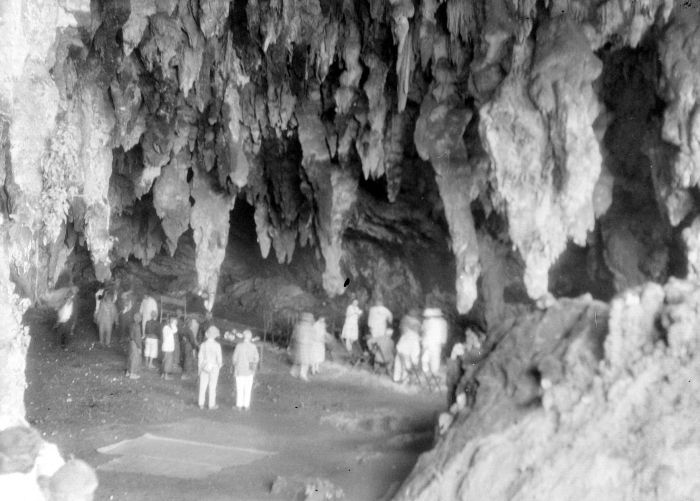
La Grotte des gongs à Punung en 1929

- Gua Gong ("Grotte des gongs") à Punung
- Gua Tabuhan ("Grotte des percussions")
- Gua Luweng Jaran, qui présente un développement important.

### La cérémonie du Ceprotan
La cérémonie du Ceprotan se tient chaque année, un lundi ou un vendredi du mois javanais de Dulkangidah, dans le village de Sekar, dans le kecamatan de Donorojo. Cette cérémonie commémore la légende de la déesse Sekartaji et du héros Panji Asmorobangun, que l'on honore à travers par un "bersih desa" ou "nettoyage du village", rituel de purification par lequel on rend hommage, d'une part au fondateur mythique, d'autre part aux esprits tutélaires du village. La cérémonie commence par des prières. Elle est suivie par la danse de Ki Godek et Dewi Sekartaji. Enfin, le Ceprotan proprement dit consiste en un lancer de noix de coco vertes par des jeunes gens, qui en font gicler le lait dans les airs en signe de purification.

## Lewayang beber

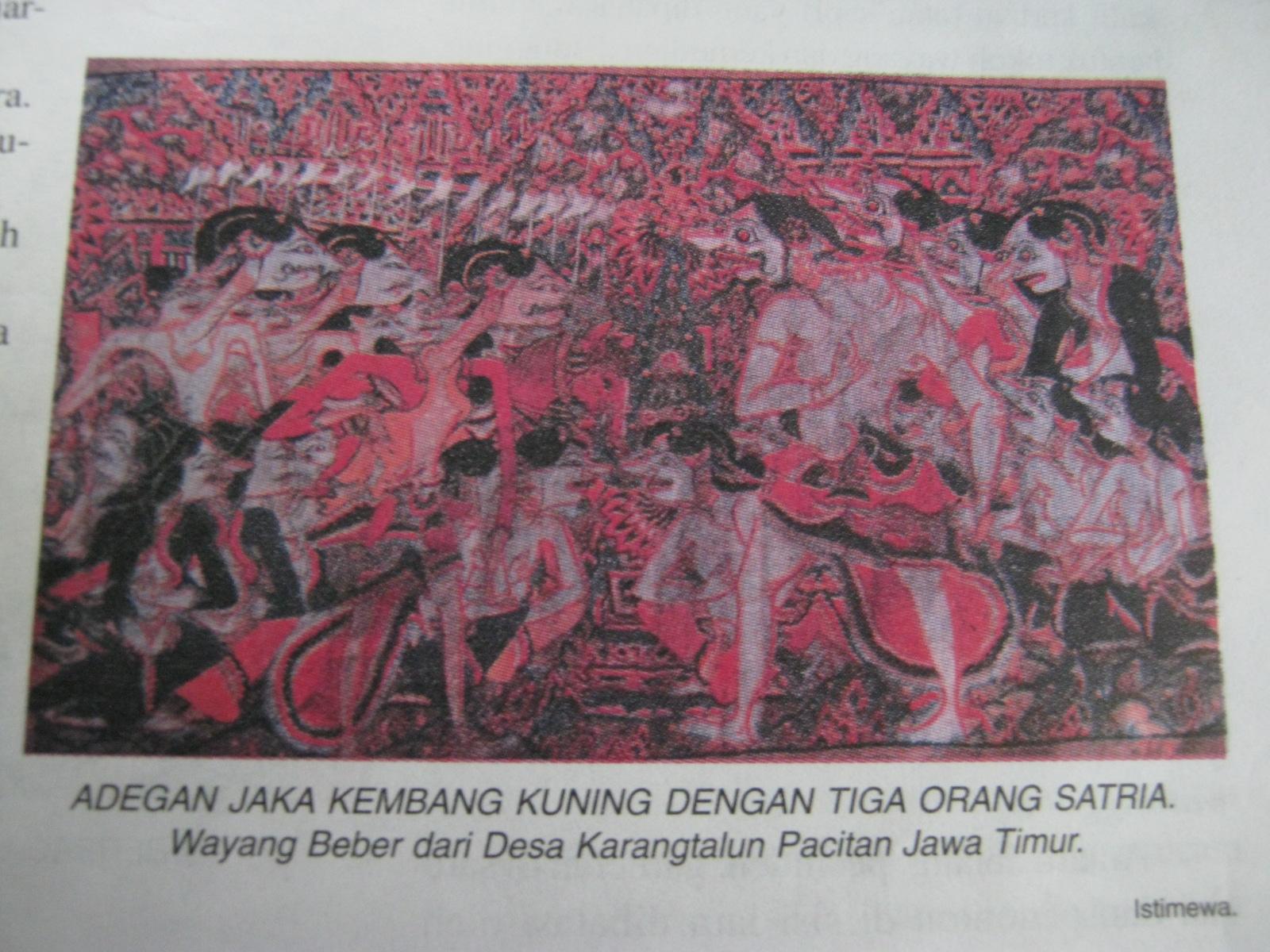
Photographie d'un rouleau de wayang beber déployé

Pacitan est le pays du wayang beber, une forme particulière de wayang. Elle consiste en des histoires dont les scènes et personnages sont dessinés sur des rouleaux (beber veut dire "dérouler" en javanais). Aujourd'hui, il ne reste que peu de tels rouleaux, généralement conservés dans des musées.
Dans une représentation de wayang beber, le dalang déroule le rouleau image par image, accompagnant chaque image de son récit et de ses chants. L'argument est tiré du Ramayana, du Mahābhārata, d'histoires du royaume de Jenggala (Kediri).

## Personnalités
Le président Susilo Bambang Yudhoyono est né dans le village de Tremas à Pacitan.

## Liste desbupatides époques de Mataram et coloniale
- 1745-1750 : Raden Tumenggung Notopoero
- 1750-1757 : R. T. Notopoero
- 1757-     : R .T. Soerjonegoro I
- 1757-1812 : R. T. Setrowidjojo II
- 1812-     : R. T. Setrowidjojo III
- 1812-1826 : M. T. Djogokarjo I
- 1826-     : M. T. Djogokarjo II
- 1826-1850 : M. T. Djogokarjo III
- 1866-1879 : Raden Adipati Martohadinegoro
- 1879-1906 : R. A. Harjo Tjokronegoro I
- 1906-1933 : R. A. Tjokroegoro II
- 1937-1942 : R. T. Soerjo Hadijokro